# نورآباد (ممسنی)
نورآباد مرکز شهرستان ممسنی در استان فارس است. فاصلهٔ شهر نورآباد تا کلانشهر شیراز حدود ۱۵۰ کیلومتر است. ساکنان شهر نورآباد از قوم لر هستند.

## نام
نام‌گذاری نورآباد به دلیل وجود آتشکده میل آژدها در چند کیلومتری این شهر در منطقه تفریحی بنام سرچشمه در مجاور روستای دیمه میل می‌باشد. در گذشته‌های دور این منطقه را نیز مالکی می‌گفته‌اند؛ و قبل تر به آن شولستان گفته می‌شد.

## پیشینه تاریخی

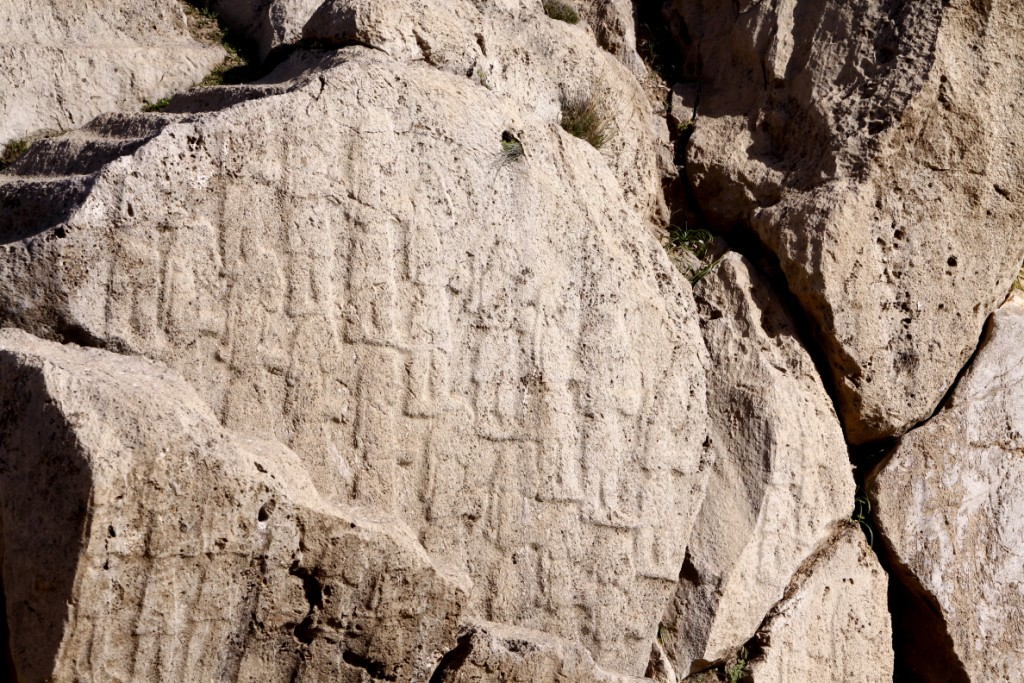
سنگ‌نگاره کورانگون

بنا به اسناد و کتاب‌های تاریخی و کاوش‌های باستان‌شناسی و نظریه‌های مردم‌شناسی، سابقهٔ تاریخی شهرستان ممسنی به سه بخش تقسیم می‌گردد:

### دوران پیش از تاریخ
وجود جنگل‌ها و مراتع گسترده، منابع غنی آب و خاک، دشت‌های حاصلخیز و کم‌شیب، تنوع آب و هوایی و گیاهی و شکار فراوان همه و همه شرایط مساعد و مطلوبی بودند تا تمدن‌های اولیه پیش از تاریخ در این اقلیم پهناور شکل گرفته، رشد و نویافته و سده‌ها دوام بیاورد و آثار آن تا به امروز بر جای بماند. ممسنی در طول دوران به عنوان پل ارتباطی میان حوزه‌های بویراحمد، پارس، خوزستان، زاگرس، بوشهر، و خلیج فارس قرار گرفته و می‌توان با تحقیقات علمی و باستان‌شناسی کلیه فرهنگ و تمدن‌های پیش از تاریخ استان‌های همجوار را نیز در آن جستجو کرد. آثار بجا مانده از دوران پیش از تاریخ در این شهرستان مربوط به هزارهٔ دوم تا هشتم پیش از میلاد است که در قالب تپه‌های باستانی نمایان است.

### دوران تاریخی
دوران تاریخی این شهرستان مربوط به اوایل هزاره سوم پیش از میلاد مسیح می‌باشد که از جمله این تمدن‌ها:
- - نقش برجسته کورنگون مربوط به دوره ایلام در دو هزار و چهارصد سال پیش از میلاد.
  - گوردخمه سنگی، مربوط به دوران ماد در هفتصد سال پیش از میلاد.
  - گوردخمه داودختر روستای مراسخوان مربوط به ششصد و پنجاه سال پیش از میلاد (مقبره منتسب به والدین کورش بزرگ).
  - کاخ‌های هخامنشی روستای سروان.
  - تل کاخداداد گچگران مربوط به پانصد سال پیش از میلاد.
  - آتشگاه میل اژدها مربوط به دوران اشکانیان در یکصد و بیست سال پیش از میلاد.
  - نقش برجسته سرآب بهرام.
  - شهر توج
  - شهر نوبندگان
  - شهر خوبذان (فهلیان) و سد منصورآباد مربوط به دوران ساسانی
  - نقش فرهاد در جوزار

### دوران اسلامی
آثار و ابنیهٔ تاریخی اسلامی در سراسر ممسنی موجود است از جمله آن‌ها می‌توان شهر خفرک و تشگه در شوسنی و مصیری و شهر چهاربازار تل اسپید را نام برد. نام قدیمی این شهرستان در بدو تشکیل انبوران و در اواخر سلسله صفوی به ممسنی تغییر نام یافت.
مرکز ولایتی که ممسنی در آن قرار داشت، شهر شاپور در چند کیلومتری کازرون بود که نوشته‌اند در زمان تزلزل حکومت دیلمی و سالهای نخست سلجوقی، به وسیله ابوسعید شبانکاره با خاک یکسان شد؛ ولی سپس بدست مماسنیها دوباره تعمیر و بازسازی شد و رونق گذشته خود را بازیافت. منطقه‌ای که ممسنی در آن ایجاد شده است، اولین بار به خاطر وجود مراتع غنی مورد توجه اقوامی که دارای معیشتی مبتنی بر دامداری بوده‌اند.
برای اولین بار نام ممسنی در سده پنجم هجری آمده است و سپس حمدالله مستوفی داستان آمدن مماسنیها را بازگو می‌کند در حوادث مربوط به سال‌های ۱۱۶۵ و ۱۱۶۶ می‌بینیم که جعفرخان زند برادرش محمدخان را برای مجازات ایلات سلحشور ممسنی روانه ناحیه کرد و باید دانست که خاندان زند با طوایف ممسنی روابط خویشاوندی داشت. مادر محمدخان زند از ممسنی بود.
جاده‌ای که در آن زمان از ناحیهٔ ممسنی عبور می‌کرد همین جادهٔ امروزی چنارشاهیجان-باشت است. فتحعلی‌شاه در سال ۱۲۴۵ ه‍.ق در سفر به خوزستان و لرستان از چنارشاهیجان و سراب بهرام گذر کرد و در فهلیان چادر زد. فهلیان در آن زمان مرکز ناحیه ممسنی بود.

## جمعیت
بر پایهٔ سرشماری عمومی نفوس و مسکن در سال ۱۳۹۵ جمعیت این شهر ۵۷٬۰۵۸ نفر (۱۶٬۴۳۰ خانوار) بوده است.

## گردشگری
تنگه بوان

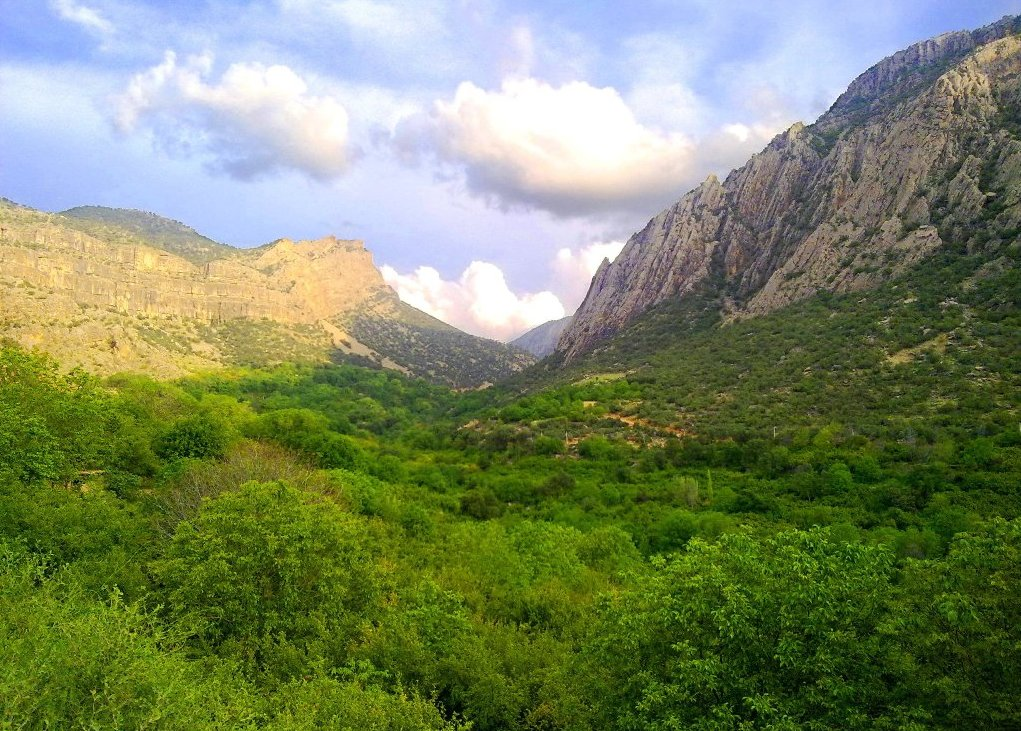
تنگ بوان، فروردین ۱۳۸۹

تنگ بوان که نزد اهالی محل به بهشت گمشده هم شهرت دارد مهم‌ترین و معروف‌ترین مکان گردشگری شهرستان ممسنی می‌باشد. این مکان در حدود ۲۰ کیلومتری نورآباد قرار دارد و سالانه هزاران نفر را به خود جذب می‌کند.
تنگ بوان دارای چشمه‌ها و آبشارهای فراوان و دیدنی بسیاری است؛ طبیعتی که تابستانی خنک و البته زمستانی سرد را به ارمغان آورده و در همه فصول گردشگرانی را به خود جلب می‌کند.
بزرگ‌ترین آبشار بوان «آبشار پولکی» نام دارد و پنجمین آبشار بزرگ ایران است. این مکان به علت نزدیکی به جاده اصلی، در محور چهار استان فارس، بوشهر، خوزستان و کهگیلویه و بویراحمد قرار گرفته و امکان دسترسی ساکنان شهرهای پر جمعیت این استان‌ها را در فاصله زمانی مناسب فراهم می‌آورد.
زیر حوضه آبخیز وسیع و منطقه جنگلی پر باران بالادست این تنگ، موجب فراوانی آب شیرین و گوارای تنگ بوان شده است، به طوری که در طول سال به ویژه در فصل بهار از روی اغلب دیواره‌های صخره‌ای تنگ، آبشارهای زیبا سرازیر می‌شوند.
درختان گردوی تنومند باغ‌های این منطقه، عمری طولانی دارند. بعضی از این درختان تا شعاع ۱۰–۱۵ متری از ورود نور آفتاب به زیر درختان جلوگیری می‌کنند. اختلاف درجه حرارت این تنگه با نورآباد در روزهای گرم تابستان، گاه به بیش از ۱۰ درجه سانتی گراد می‌رسد.
هرایرز

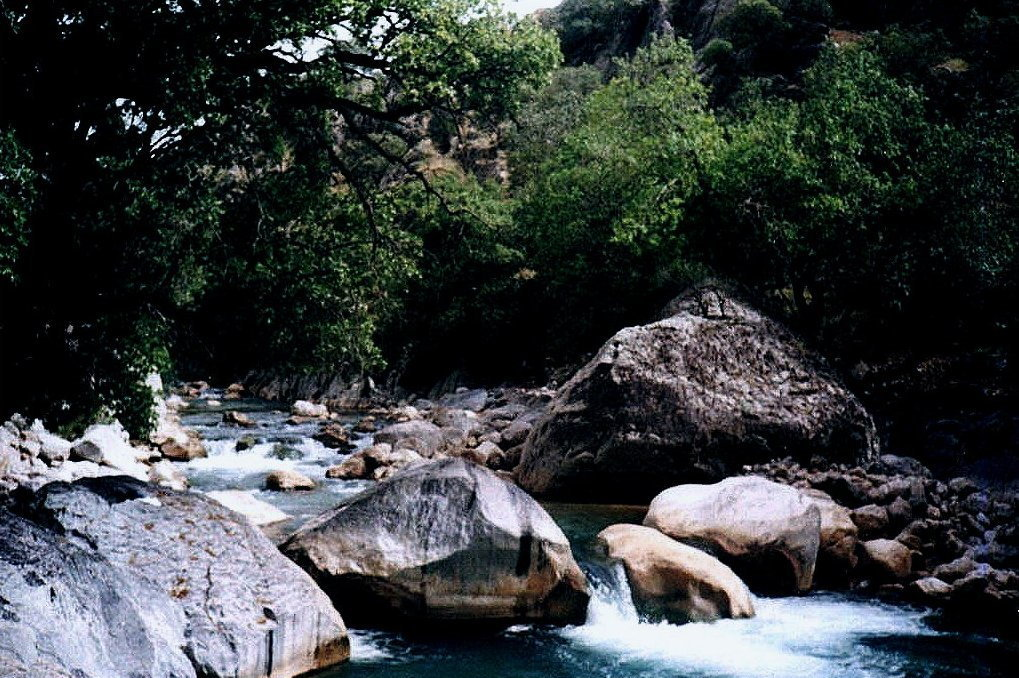
آبشار هرایرز، اردیبشهت ۱۳۸۵

از دیگر جاذبه‌های طبیعی این شهرستان هرایرز است که در آن دو رودخانه پرآب فصلی و چندین چشمه دائمی جریان دارد که محیط سرسبز و دل‌انگیزی را در مسیر خود به وجود آورده‌اند.
چشمهٔ سراب باغ که از چشمه‌های دائمی این منطقه است، حتی در فصل تابستان نیز به لحاظ محیط خنک و سرسبز اَن و برکه‌ای که در سرچشمه اَن ساخته شده، تفرجگاه بسیار مناسبی برای گذران اوقات گرم سال است.
مشابه همین چشمه و محیط اَن به فاصلهٔ هزار متری در منطقه‌ای به نام هرایرز بالایی قرار دارد، که قسمتی از اَب روستا نیز از اَن تأمین می‌شود. یکی دیگر از ویژگی‌های منطقه هرایرز، تنوع گونه‌های گیاهی است. این منطقه همانند بسیاری از مناطق دیگر زاگرس، دارای کوه‌های پوشیده از درخت بلوط است. درختان بلوط این منطقه برخلاف مناطق سردسیر رشته کوه زاگرس که عموماً دارای جثه ریزی بوده و به مراتب از تنه و ساقه بزرگتری برخوردار است.
آبشار تنگسا
تنگسا از جاذبه‌های طبیعی و چشم‌نواز شهرستان ممسنی است. تنگسا مکانی بین دو کوه و صعب‌العبور بوده است. آبشار خروشان تنگسا جلوه‌ای زیبا به منطقه بخشیده است. این آبشار از کوهی چند لایه با ارتفاع ۱۵ متر سرازیر می‌شود. در نظر اهالی ممسنی آبشار تنگسا بسیار ارزشمند است زیرا اعتقاد دارند از گذشته دور تا به حال منبع برکت و سرسبزی طبیعت بوده است.
لیدوما
لیدوما یک محوطه باستانی است که مورد توجه باستان‌شناسان سراسر دنیا بوده است. طبق بررسی‌ها مشخص شد که لیدوما شهری تاریخی در زمان هخامنشیان بوده و قدمتش به ۵۵۰ سال پیش از میلاد می‌رسد. در زمان حفاری در این منطقه آثار باستانی دیگری مثل یک کاخ هخامنشی نیز کشف شده است. اهالی، این منطقه را به نام قلعه گلی می‌شناسند.
قلعه سفید
دژ سپید یا قلعه سفید در حدود شش کیلومتری تقریبی شمال خاوری شهر نوبندگان قدیم و نورآباد کنونی از قلاع پیش از اسلام در مقطع کوهی که مساحت تقریبی هفت در ده کیلومتررا دارد و نام قدیمی آن نوبند جان بوده است.
راه رسیدن به این قلعه از چهار دروازه شتر خسب-گلستان-کلاه زری-و سیاه شیر است که این اسامی متعلق به دوران اتابکان فارس است دلیل نامگذاری دروازه شتر خواب وجود شترانی در کنار این دروازه بود که آذوقه به قله حمل می‌کردند. پایین قلعه از چهار جهت جنگل گرمسیری و بالای آن در تابستان هوایی معتدل و زمیتانی با سرمای سخت دارد. آثار دیوار گچی که از دروازه گلستان تا شتر خواب امتداد یافته و تمام کوره راه‌های میان دو دروازه را مسدود کرده دیده می‌شود که البته این دیوار در سال ۱۲۵۲ق در سلطنت قاجار و توسط ولی خان بکش (ولی خان بزرگ) تجدید بنا شده است. برای پشتیبان دیوار اول در زمان حمله دشمن دیوار دیگری به وسعت پانصد متر در هفتاد و ارتفاع ۱۲۰ سانتیمتر شبیه به پادگان نظامی نقاره خانه و قبرستان‌ها وجود دارند که یکی ازآنها زیارتگاهی به اسم حاجی رستم و ساخت زمان صفویه است. مربوطبه یکی از حکام آن زمان است که در آنجا فوت یا کشته شده است.
در قسمت جنوب خاوری قلعه غار یا اشکفتی وجود دارد که زندان نامیده می‌شود. یک راه باریک دارد و یک پرتگاه سیصد متری در زیرآن قرار گرفته است که در زمان اتابکان فارس عده ای از خانواده اتابک در آن زندانی بوده‌اند. گویا درآهنی و مشبک که در امام زاده درب آهنی وجود داشته در این زندان بوده است. سه چشمه در اطراف قلعه وجود دارد که پایین یکی از آنهاآب انبار بوده و خرابه آن باقی می‌باشد.
از جمله حوادث تاریخی مکتوب این قلعه می‌توان به واقعه کشته شدن سلجوق شاه-کشته شدن حاکم یزد محمدبن دشمنزیار در سال ۶۲۲ ه‍.ق در پای این قلعه در تاریخ عهد تیموری و صفوی ضبط شده است. حمله القاص میرزا به قلعه سفید و اینکه این قلعه در سال ۹۹۸ ه محل اردوی شورشیان فارس و حاکم استان بر علیه شاه عباس اول صفوی بوده است. این قلعه سالهای سال در دست ولی خان بکش (از خوانین قدیمی ممسنی) بوده و واقعه‌های زیادی را بر خویش دید.
نقش برجسته بهرام
در منطقه سرآب بهرام در جنوب ممسنی و در فاصله ۹ کیلومتری سمت راست جاده شیراز- نورآباد، نقش برجسته صخره‌ای از دوران ساسانی وجود دارد که به واسطه وجود چشمه آبی در کنار آن به نقش سرآب بهرام معروف شده است. این نقش برجسته، بهرام دوم را نشان می‌دهد که در دو طرفش دو نفر از بزرگان ساسانی به حالت احترام ایستاده‌اند و به نشانه احترام انگشت سبابه خود را رو به بالا نگه داشته‌اند.
میل اژدها، دیمه میل
این برج مربع سنگی چهارگوش در پایه کوه شیرمرد و در منقطه‌ای به نام دیمه میل در ۱۰ کیلومتری غرب شهر نورآباد واقع است.
این برج که ظاهراً یک پرستشگاه یا آتشکده بوده ۷ متر ارتفاع و ۴۰/۳ متر عرض دارد که شامل ۱۵ ردیف سنگ لاشه سفید مکعبی شکل است.
هتل ۱ ستاره لیدوما تنها هتل نورآباد می‌باشد.

## ترابری

### جاده‌ها
شهر نورآباد در شاهراه شمال به جنوب قرار گرفته است.
بزرگراه قائمیه_نورآباد_ بابامیدان، شیراز را به اهواز و همچنین بوشهر را به یاسوج و در نهایت به تهران متصل می‌کند.
اجرای پروژه تونل بوان و واریانت محور بوان مشایخ از سال ۱۳۹۴ به علت نبود اعتبار متوقف مانده.

### راه‌آهن
این شهر تاکنون فاقد راه‌آهن بوده اما برنامه‌ریزی‌هایی برای ساخت راه‌آهن شیراز_اهواز که از این شهر عبور می‌کند انجام شده.

### اتوبوس
شهر نورآباد فاقد اتوبوسرانی درون‌شهری می‌باشد. اما در زمینه حمل و نقل برون‌شهری دارای یک پایانه مسافربری و اتوبوس‌هایی به سه مقصد تهران، شیراز و بوشهر می‌باشد.

### تاکسی
در شهر نورآباد بیش از ۱۰۰ دستگاه تاکسی فعالیت می‌کند.

## بهداشت و درمان

### بیمارستان
متأسفانه این شهر از نظر درمانی کمبودهای زیادی دارد و از این حیث از شهرهای کمتر برخوردار استان فارس می‌باشد.
تنها بیمارستان شهر نورآباد بیمارستان ولیعصر است که در حاشیه شرقی این شهر قرار گرفته.

### درمانگاه
در شهر نورآباد ۵ درمانگاه وجود دارد. می‌باشد.
- درمانگاه شهید پایخوان (انقلاب)، (دولتی)
- درمانگاه فاطمه زهرا (سپاه)
- درمانگاه شهدای گمنام (تأمین اجتماعی)
- درمانگاه پاسارگاد (خصوصی)
- درمانگاه ایثار (خصوصی)

## آموزش
- دانشگاه آزاد
- دانشگاه پیام نور
- مجتمع آموزش عالی سلامت
- دانشگاه ممسنی

## اقتصاد و صنعت
بزرگ‌ترین پروژه صنعتی نورآباد پتروشیمی ممسنی بود که اجرای آن از سال ۱۳۸۷ تا کنون متوقف مانده است.
پروژه مجتمع تجاری تفریحی نورامال مهم‌ترین پروژه اقتصادی گردشگری شهرستان ممسنی می‌باشد که در میدان جمهوری اسلامی نورآباد درحال ساخت است.
در شهر نورآباد ۲ پمپ بنزین در حال ساخت وجود دارد.